# Lista de deputados estaduais do Amazonas da 7.ª legislatura
Esta é a lista de deputados estaduais do Amazonas para a legislatura 1971–1975.

## Composição das bancadas
| Partido | Líder             | Bancada | Posição  |
| ------- | ----------------- | ------- | -------- |
| ARENA   | Mário Haddad      | 8 / 12  | Governo  |
| MDB     | Francisco Queiroz | 4 / 12  | Oposição |

## Deputados Estaduais
O placar final na disputa pelas doze vagas na Assembleia Legislativa do Amazonas foi de oito para a ARENA e quatro para o MDB.
| Número | Deputado estadual eleito | Partido | Votação | Percentual | Cidade onde nasceu    | Unidade federativa |
| 11833  | João Bosco de Lima       | ARENA   | 4.687   | 4,73%      | Manaus                | Amazonas           |
| 15375  | Francisco Queiroz        | MDB     | 4.516   | 4,56%      | Careiro da Várzea     | Amazonas           |
| 11660  | Álvaro Maranhão          | ARENA   | 3.995   | 4,03%      | Iranduba              | Amazonas           |
| 11616  | José Belo Ferreira       | ARENA   | 3.803   | 3,84%      | Manaus                | Amazonas           |
| 11867  | Adail Vasconcelos        | ARENA   | 3.771   | 3,81%      | Humaitá               | Amazonas           |
| 11324  | Mário Haddad             | ARENA   | 3.466   | 3,50%      | Manaus                | Amazonas           |
| 11614  | Washington Stefano       | ARENA   | 3.460   | 3,49%      | Itacoatiara           | Amazonas           |
| 11903  | Jair Cavalcanti          | ARENA   | 3.441   | 3,47%      | Manacapuru            | Amazonas           |
| 15647  | Natanael Rodrigues       | MDB     | 3.104   | 3,13%      | São Paulo de Olivença | Amazonas           |
| 11574  | Fernando Castro          | ARENA   | 3.064   | 3,09%      | Coari                 | Amazonas           |
| 15120  | José Dutra               | MDB     | 2.404   | 2,43%      | Barreirinha           | Amazonas           |
| 15528  | Lea Anthony              | MDB     | 2.088   | 2,11%      | Manaus                | Amazonas           |